# Schmierlinge
Die Schmierlinge (Gomphidius) sind eine Pilzgattung aus der Familie der Schmierlingsverwandten. Am bekanntesten ist der Große Schmierling oder das Kuhmaul (Gomphidius glutinosus), die Typusart der Gattung.

## Merkmale

### Makroskopische Merkmale
Die Schmierlinge zeichnen sich aus durch eine sehr schmierige Huthaut, was auch ihr namensgebendes Merkmal darstellt. Der Hut ist oft gebuckelt, im Alter nach oben aufgeschlagen. Die Hutfarbe kann aus Mischungen von Lila, Braun, Grau, Ocker, Kupfer oder Rot sein. Der Fruchtkörper wird mittelgroß bis groß und ist fleischig. Die mehr oder weniger entfernt stehenden Lamellen färben sich im Alter dunkel bis schwarz, sie laufen deutlich am Stiel herab. Sie haben manchmal eine wachsartige Konsistenz und sind heller als der Hut gefärbt, mit Ocker-, Grau- oder Orangetönen. Das Sporenpulver ist schwärzlich oder dunkel olivbraun. Der Stiel ist am unteren Ende meist gelb ansonsten weiß gefärbt. Im oberen Teil bleibt häufig vom Velum eine schleimige Ringzone zurück. Das Fleisch zeigt im Hut und Stiel eine weiße oder blasse Farbe, die Stielbasis ist auffallend chromgelb gefärbt.

### Mikroskopische Merkmale
Die Lamellentrama ist bilateral aufgebaut. Die Fruchtschicht weist an den Lamellenschneiden große Zystiden auf. Die länglich-spindeligen, glattwandigen Sporen haben keinen Keimporus.

## Gattungsabgrenzung
Schmierlinge können leicht mit Gelbfüßen (Chroogomphus) verwechselt werden. Chroogomphus-Arten unterscheiden sich durch trockenere Hüte, ein faserig-trockenes Velum, kupferrötliches Fleisch und amyloide Myzelhyphen an der Stielbasis.

## Ökologie und Phänologie
Schmierlinge sind Mykorrhizapilze, bilden also Lebensgemeinschaften mit höheren Pflanzen. Bevorzugte Partner sind verschiedene Nadelbäume wie Kiefern, Lärchen und Fichten.
Die Fruchtkörper erscheinen im Sommer und Herbst.

## Arten
Weltweit umfassen die Schmierlinge 10 Arten, von denen 5 in Europa vorkommen.
| Schmierlinge (Gomphidius) in Europa             |                         |                                          |
| Deutscher Name                                  | Wissenschaftlicher Name | Autorenzitat                             |
| Flachland-Schmierling                           | Gomphidius borealis     | O.K. Miller, Aime & Peintner 2002        |
| Großer Schmierling oder Kuhmaul                 | Gomphidius glutinosus   | (Schaeffer 1774 : Fries 1821) Fries 1838 |
| Fleckender Lärchen- oder Gefleckter Schmierling | Gomphidius maculatus    | (Scopoli 1772) Fries 1838                |
| Rosenroter Schmierling                          | Gomphidius roseus       | (Fries 1821 : Fries 1821) Fries 1838     |
| Mediterraner Schmierling                        | Gomphidius tyrrhenicus  | D. Antonini & M. Antonini 2004           |

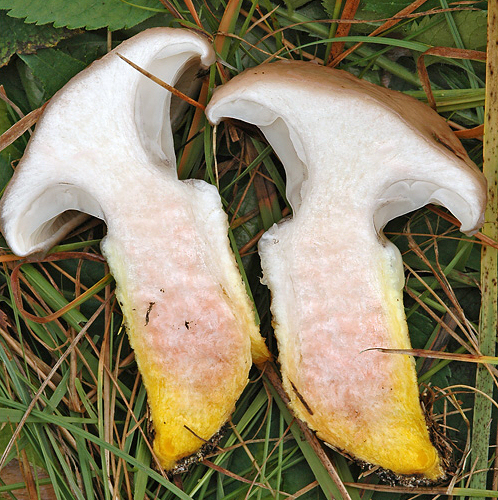
Großer Schmierling Gomphidius glutinosus
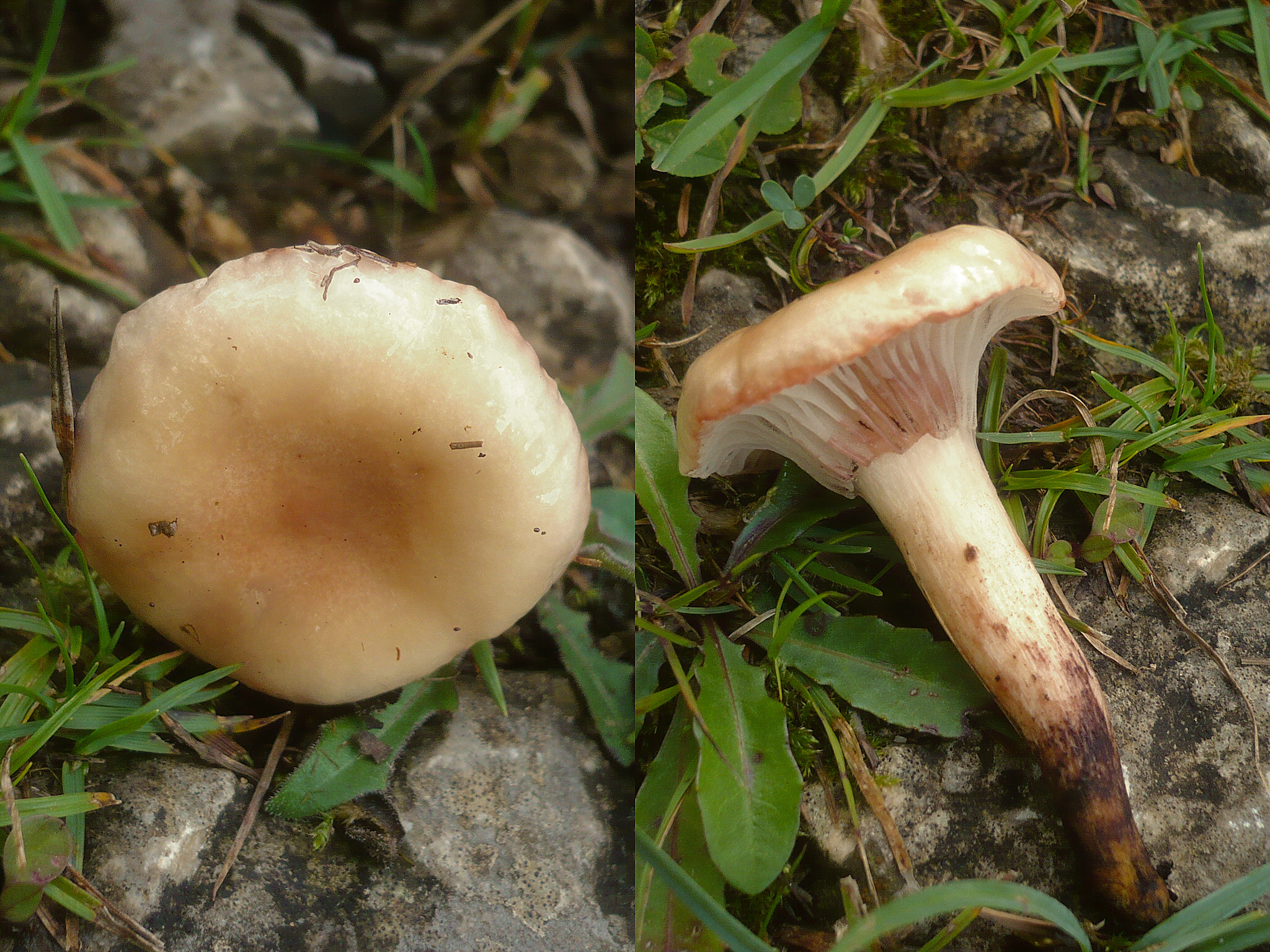
Fleckender Lärchen-Schmierling Gomphidius maculatus
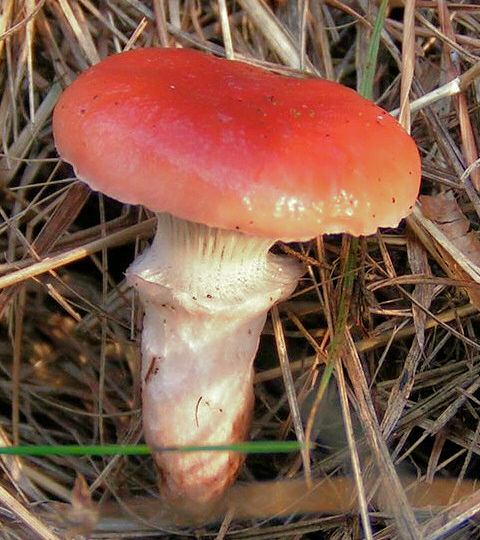
Rosenroter Schmierling Gomphidius roseus

## Systematik
Die Schmierlinge sind eng verwandt mit den Gelbfüßen (Chroogomphus) und wurden früher in der gleichen Gattung aufgeführt. Einige Autoren verwenden für die Gattung statt „Schmierlinge“ den Trivialnamen „Gelbfüße“.  Trotz des lamellenartigen Hymenophors gehören die Schmierlinge zu den Dickröhrlingsartigen.

## Bedeutung
Die meisten Schmierlinge sind essbar, es gibt keine giftigen Arten innerhalb der Gattung.